# KZ-Mahnmal bei Hubmersberg

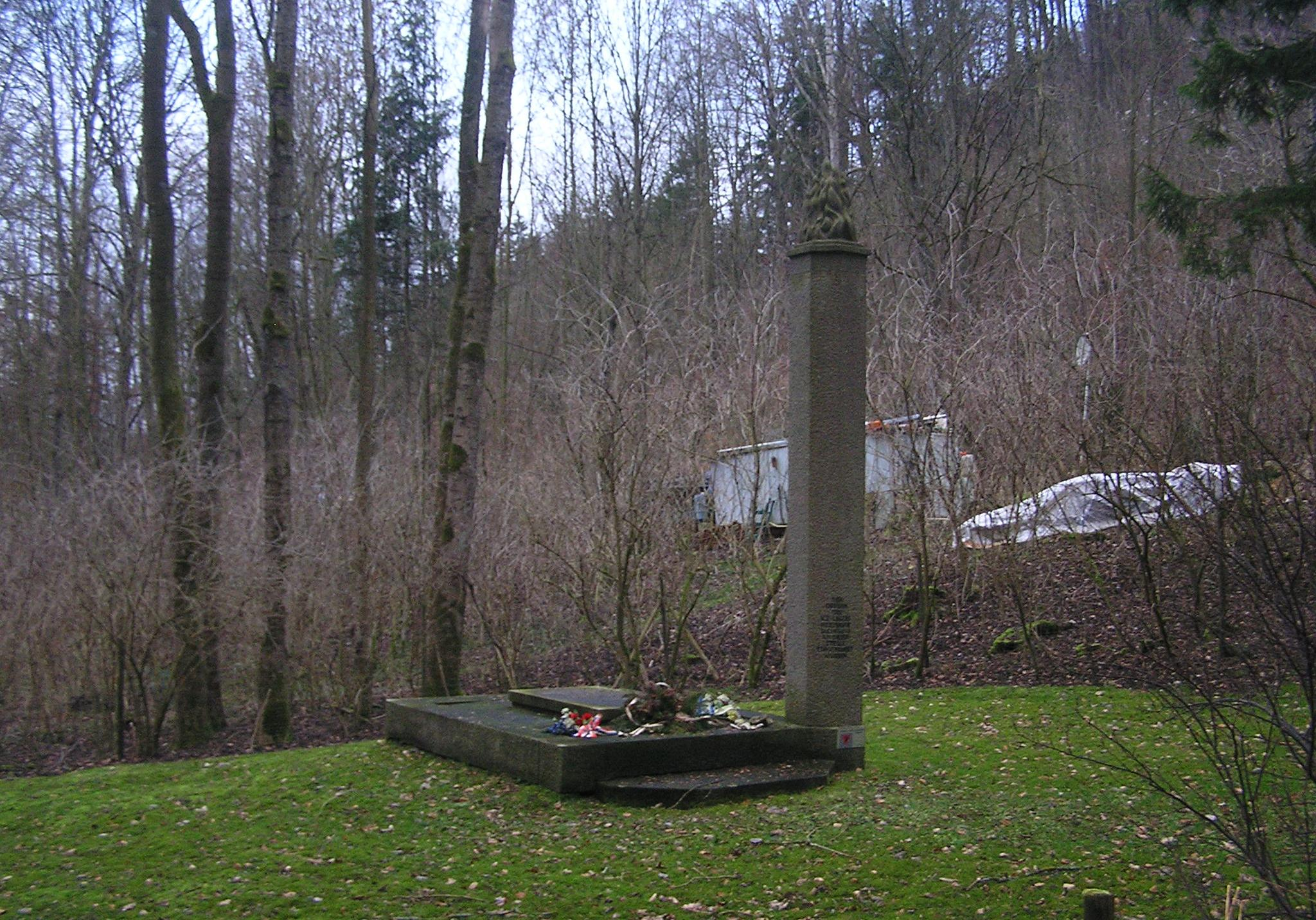
Das KZ-Mahnmal bei Hubmersberg

Das KZ-Mahnmal bei Hubmersberg ist eine Gedenkstätte, die an Geschehnisse erinnert, die sich während der Herrschaft des NS-Regimes ereigneten.

## Lage und Geschichte
Das Mahnmal liegt etwa eineinhalb Kilometer südwestlich des kleinen mittelfränkischen Weilers Hubmersberg, einem Gemeindeteil der Gemeinde Pommelsbrunn. Es liegt auf einer kleinen Waldlichtung, die sich nahe dem schmalen Landsträßchen befindet, das Hubmersberg mit dem Tal der Pegnitz verbindet.
Mit der Gedenkstätte wird dem Ort einer Leichenverbrennungsstätte gedacht, an dem in einer Novembernacht des Jahres 1944 die Einäscherung von Opfern des KZ-Außenlagers Hersbruck stattfand. In dieser einen Nacht wurden die Leichname von etwa 300 KZ-Häftlingen verbrannt, die infolge der harten Bedingungen des Lagerlebens und des ihnen abgeforderten Arbeitseinsatzes ums Leben gekommen waren.
Das Mahnmal besteht aus einer stilisierte Grabplatte, die mit einer Inschrift versehen ist. An einer Ecke der Grabplatte ist ein etwa fünfeinhalb Meter hoher Obelisk aufgerichtet worden, dessen Spitze von einer steinernen Flamme gebildet wird. Das Mahnmal wurde im Jahr 1950 vom damaligen Landkreis Hersbruck errichtet und beruht wie das KZ-Mahnmal bei Schupf auf einem Entwurf von Ernst Rücker. Als Baumaterial für das Mahnmal wurde Granit aus den Steinbrüchen bei Flossenbürg verwendet, wo sich mit dem KZ Flossenbürg das Stammlager des KZ-Außenlagers Hersbruck befunden hatte.